# Champlain (Town, New York)
Champlain ist eine Gemeinde im Clinton County des Bundesstaates New York in den Vereinigten Staaten. Das U.S. Census Bureau hat bei der Volkszählung 2020 eine Einwohnerzahl von 5.745 ermittelt. Der Ort wurde nach Samuel de Champlain benannt, der diese Gegend für die französische Krone erkundete.

## Geografie

### Geografische Lage
Champlain liegt in der äußersten nordöstlichen Ecke des Bundesstaates New York. Im Norden bildet es die Grenze nach Kanada, nach Osten grenzt es an den Lake Champlain und der darin befindlichen Grenze nach Vermont.
Die Landschaft besteht aus flachem, fruchtbaren Gelände aus eiszeitlichen Geschieben ohne bemerkenswerte Anhöhen. Der Ort wird von West nach Süd-Ost vom Great Chazy River durchflossen, der unweit der Siedlung in die Kings Bay des Champlainsees mündet.

### Nachbargemeinden
Alle Entfernungen sind als Luftlinien zwischen den offiziellen Koordinaten der Orte aus der Volkszählung 2010 angegeben.
| Hemmingford, Quebec 17,3 km | Lacolle, Québec 8,3 km | Noyan, Québec 15,1 km     |
| Altona 26,3 km              |                        | Alburgh, VT 16,4 km       |
|                             | Chazy 4,3 km           | Isle La Motte, VT 10,5 km |

### Klima
Die mittlere Durchschnittstemperatur in Champlain liegt zwischen −15 °C (5° Fahrenheit) im Januar und 21 °C (70° Fahrenheit) im Juli. Die mittleren Schneefälle zwischen Oktober und Mai liegen mit bis zu 28 Zentimetern (11 Inch) etwa doppelt so hoch wie der Durchschnitt der USA; die tägliche Sonnenscheindauer liegt am unteren Rand des Wertespektrums der USA.

## Geschichte
Für die Geschichte der Region siehe bitte die entsprechenden Abschnitte in den Artikeln über Clinton County und Rouses Point.

### Religionen
Mit Stand 2018 sind Gemeinden der römisch-katholischen Kirche, der Baptisten, der United Church of Christ und der Episkopalkirche der Vereinigten Staaten von Amerika im Ort ansässig.

### Einwohnerentwicklung
| Jahr      | 1700  | 1710  | 1720  | 1730  | 1740  | 1750  | 1760  | 1770  | 1780  | 1790  |
| --------- | ----- | ----- | ----- | ----- | ----- | ----- | ----- | ----- | ----- | ----- |
| Einwohner |       |       |       |       |       |       |       |       |       | 578   |
| Jahr      | 1800  | 1810  | 1820  | 1830  | 1840  | 1850  | 1860  | 1870  | 1880  | 1890  |
| Einwohner | 1.082 | –     | 1.618 | 2.456 | 3.632 | 5.067 | 5.857 | 5.080 | 5.407 | 5.207 |
| Jahr      | 1900  | 1910  | 1920  | 1930  | 1940  | 1950  | 1960  | 1970  | 1980  | 1990  |
| Einwohner | 4.748 | 4.637 | 4.535 | 4.848 | 4.938 | 5.118 | 5.544 | 5.633 | 5.889 | 5.796 |
| Jahr      | 2000  | 2010  | 2020  | 2030  | 2040  | 2050  | 2060  | 2070  | 2080  | 2090  |
| Einwohner | 5.791 | 5.754 |       |       |       |       |       |       |       |       |

Für das Jahr 1790 sind in der Volkszählung für Champlain 3 Sklaven gesondert ausgewiesen, für das Jahr 1800 ein Sklave. Die Auswertung für 1820 führt eine Sklavin über 45 Jahren auf. Ab 1830 werden für das gesamte Clinton County keine Sklaven mehr verzeichnet.
Villages ohne eigene Verwaltung
In der Town existieren zwei Villages: Champlain und Rouses Point. Die Einwohnerzahlen der unten aufgeführten Tabellen sind in den Gesamtzahlen der Town bereits enthalten; es handelt sich also nicht um zusätzliche Einwohner. Die Einwohnerzahlen von Villages wurden erst ab der Volkszählung von 1870 gesondert ausgewiesen; offizielle Zahlen zu früheren Jahren sind nicht bekannt.
| Jahr      | 1800  | 1810  | 1820  | 1830  | 1840  | 1850  | 1860  | 1870  | 1880  | 1890  |
| --------- | ----- | ----- | ----- | ----- | ----- | ----- | ----- | ----- | ----- | ----- |
| Einwohner | –     | –     | –     | –     | –     | –     | –     | 1.850 | 1.509 | 1.275 |
| Jahr      | 1900  | 1910  | 1920  | 1930  | 1940  | 1950  | 1960  | 1970  | 1980  | 1990  |
| Einwohner | 1.311 | 1.280 | 1.140 | 1.179 | 1.354 | 1.505 | 1.549 | 1.426 | 1.410 | 1.273 |
| Jahr      | 2000  | 2010  | 2020  | 2030  | 2040  | 2050  | 2060  | 2070  | 2080  | 2090  |
| Einwohner | 1.173 | 1.101 |       |       |       |       |       |       |       |       |

| Jahr      | 1800  | 1810  | 1820  | 1830  | 1840  | 1850  | 1860  | 1870  | 1880  | 1890  |
| --------- | ----- | ----- | ----- | ----- | ----- | ----- | ----- | ----- | ----- | ----- |
| Einwohner | –     | –     | –     | –     | –     | –     | –     | 1.266 | 1.485 | 1.856 |
| Jahr      | 1900  | 1910  | 1920  | 1930  | 1940  | 1950  | 1960  | 1970  | 1980  | 1990  |
| Einwohner | 1.675 | 1.638 | 1.700 | 1.920 | 1.846 | 2.001 | 2.160 | 1.846 | 2.266 | 2.377 |
| Jahr      | 2000  | 2010  | 2020  | 2030  | 2040  | 2050  | 2060  | 2070  | 2080  | 2090  |
| Einwohner | 2.277 | 2.209 |       |       |       |       |       |       |       |       |

## Wirtschaft und Infrastruktur
Die Wirtschaft Champlains wurde, wie die komplette Region, vom Beginn der Kolonialisierung an von landwirtschaftlicher Nutzung bestimmt. Das ist auch heute noch so. In Champlain Village hat sich ein Serviceknoten mit überdurchschnittlicher Anzahl von Handwerks- und Transportgeschäften entwickelt. In der anderen Hauptsiedlung, Rouses Point, finden sich ein Werk des Pharmakonzerns Pfizer und eine Kunststofffabrik. Mehrere Sportboothäfen bestimmen das Freizeitangebot der Gegend.

### Verkehr
Im Village Rouses Point besteht eine Bahnstation an der Strecke von New York City nach Montreal, die von Amtrak-Zügen bedient wird. Westlich von Champlain Village bindet der Interstate 87 (Adirondack Northway) den Ort Richtung Plattsburgh im Süden und Montreal im Norden an. Der U.S. Highway 2 verläuft über die Route der ehemaligen Eisenbahnbrücke parallel zur kanadischen Grenze über den See nach Alburgh und das Handelszentrum Burlington im Nachbarstaat Vermont.

### Öffentliche Einrichtungen
Die Champlain Memorial Library  bietet rund 7.000 Bücher und 3.000 Hörbücher zur Ausleihe an.

### Bildung
Im County werden öffentliche Schulen mit Schulabschlüssen bis zur 12. Klasse (Highschool) angeboten. Die nächstgelegenen größeren Colleges finden sich in Plattsburgh (City, New York), Northfield, Middlebury und Burlington; nahe gelegene Universitäten bestehen in Burlington und Northfield.

## Söhne und Töchter der Stadt
- Erastus Dean Culver (1803–1889), Jurist und Politiker; Vertreter des Bundesstaates New York im US-Repräsentantenhaus 1845 bis 1847
- Lemuel Stetson (1804–1868), Jurist und Politiker; Vertreter des Bundesstaates New York im US-Repräsentantenhaus 1843 bis 1845
- Charles Labelle (1849–1903), Komponist, Chorleiter, Dirigent und Musikpädagoge